# Neochromadora craspedota
Neochromadora craspedota är en rundmaskart. Neochromadora craspedota ingår i släktet Neochromadora, och familjen Chromadoridae. Arten är reproducerande i Sverige.